# WannaCry
WannaCry (tkđ. WannaCrypt) ransomver je program odnosno kriptovirus koji napada operativne sisteme Majkrosoft vindous.
Globalni sajber napad je počeo u petak, 12. maja 2017. godine, od kada je zaraženo preko 300.000 računara u 150 zemalja. Hakeri, nakon što enkriptuju podatke, traže plaćanje dekripcije u kriptovaluti bitkojn na 28 jezika. Evropol je opisao napad kao bez presedana po obimu, a stručnjaci su rekli su da se dio koda iz prethodnih verzija opasnog softvera WannaCry takođe nalazio u programima Lazarus grupe (koju su istraživači iz mnogih kompanija identifikovali kao hakersku operaciju Sjeverne Koreje).
U napadu su stradale mnoge organizacije, među njima i Telefonika i još nekoliko velikih kompanija u Španiji, neki dijelovi britanske Nacionalne zdravstvene službe Engleska (NHS) u UK,  u SAD,  u Njemačkoj i  erlajns u Čileu. Druge mete u najmanje 150 zemalja takođe su napadnute otprilike u isto vrijeme. Najteže pogođene zemlje su Rusija, Ukrajina, Indija i Tajvan.
Ransomver obično zarazi računar nakon što korisnik otvori fišovani imejl, a iako se smatralo da su navodno i u ovom slučaju bili korišćeni ovakvi imejlovi za infekciju računara ovaj metod napada zapravo nije potvrđen. Kada se instalira, WannaCry koristi EternalBlue eksploit, koji je razvila američka Nacionalna sigurnosna agencija (NSA), da bi se preko lokalnih mreža i udaljenih hostova izvršio direktan napad na računare koji koriste operativne sisteme Majkrosoft vindous a još uvijek nisu instalirali posljednji sigurnosni apdejt. Majkrosoft je 14. marta 2017. (skoro dva mjeseca prije napada) izdao kritični peč za sprečavanje osnovne ranjivosti za podržane sisteme, ali mnogi korisnici ga još uvijek nisu primijenili. Oni koji još uvijek imaju starije, nepodržane sisteme Vindous (npr. , Server 2003) u početku su bili naročito ugroženi, ali Majkrosoft je poduzeo neobičan korak i izdao apdejte za sve ovakve kupljene operativne sisteme.
Dosta pažnje je privuklo to što je američka služba NSA već znala za ranjivost, ali umjesto da obavijesti Majkrosoft sama je napravila EternalBlue eksploit za svoj ofanzivni rad. Majkrosoft je saznao za problem i napravio sigurnosne apdejte tek kada su postojanje ovoga otkrili Šedou brokersi.
Nedugo nakon što je napad otpočeo, istraživač bezbjednosti na vebu koji bloguje na sajtu MalwareTech izumio je efektivan kil svič registrovanjem internet domena koji je pronašao u kodu ransomvera. Ovime je uveliko usporeno širenje infekcije, ali su kasnije detektovane nove verzije koje nemaju kil svič. Istraživači su takođe pronašli načine kako da se spase podaci sa zaraženih uređaja, ali samo pod određenim okolnostima.
Unutar četiri dana od početka izbijanja, sigurnosni eksperti su rekli da je većina organizacija primijenila apdejte i da je sada širenje infekcije usporeno i veoma teško.

## Pozadina
Navodnog infekcijskog vektora, EternalBlue, objavila je 14. aprila 2017. grupa hakera pod nazivom Šedou brokers (engl. The Shadow Brokers). uporedo s drugim alatima koje su navodno dobili curenjem informacija iz Ekvejšon grupa (engl. Equation Group); za ovu grupu se smatra je dio Nacionalne sigurnosne agencije (NSA) Sjedinjenih Američkih Država.
EternalBlue eksploatiše sigurnosni propust  Majkrosoftove realizacije protokola . Majkrosoft je skoro dva mjeseca ranije, 14. marta 2017, objavio savjetodavni izvještaj u kojem je, uporedo sa sigurnosnim pečom kojim je uklonjen propust koji omogućava rad ovog softvera, propust nazvao „kritičnim”.

## Napad
je 12. maja 2017. počeo zaražavati računare širom svijeta. Nakon što dobije pristup računarima, softver šifrira hard disk računara i potom pokušava eksploatisati propust SMB da bi zarazio druge računare na internetu ili na lokalnoj mreži.
Sigurnosni previd u Vindousu nije propust nultog dana, već je u pitanju Majkrosoftov apdejt još od 14. marta 2017. Pečovan je protokol Server Message Block (SMB) koji koristi Vindous. Majkrosoft je takođe apelirao da se prestane koristiti stari protokol SMB1 i da se umjesto njega koristi novi, sigurniji protokol SMB3. Pogođene su organizacije koje nisu instalirale ovaj sigurnosni peč i zasad nema dokaza koji bi upućivali na to da su programeri ovog štetnog softvera namjerno ciljali ijednu od pogođenih organizacija. Bilo koja organizacija koja i dalje koristi zastarjeli sistem Vindous  bila je naročito u opasnosti od infekcije budući da Majkrosoft nije bio objavio nijedan sigurnosni peč za ovu verziju sistema od aprila 2014, ali je ipak napravio čudan izuzetak i objavio apdejte za sve starije nepodržane operativne sisteme (od Vindousa XP pa nadalje).

### Varijante
Dvije dodatne varijante ransomvera su detektovane 14. maja, dva dana poslije napada. Jedna je imala novi kil svič i brzo je registrovana, a druga nije imala kil svič ali je bila oštećena tako da enkripcija datoteka nije bila moguća.

### Uticaj
Napad je uticao na mnoge bolnice Nacionalne zdravstvene službe (NHS) u Ujedinjenom Kraljevstvu. Neke bolnice NHS morale su odbiti nekritične hitne slučajeve 12. maja, dok je vozačima pojedinih ambulantnih kola naređeno da izbjegavaju određene bolnice. Još 2016. prijavljeno je da nekoliko hiljada računara u 42 zasebne ustanove NHS koristi Vindous XP. Zaraženo je preko 1000 računara Ministarstva unutrašnjih poslova, Ministarstva za vanredne situacije te telekomunikacijske kompanije Megafon u Rusiji.

### Odgovor
- U zlonamjerni softver ugrađena je funkcija za prisilno zaustavljanje rada (kil svič), što je omogućilo zaustavljanje prvobitne zaraze,[58] ali su u međuvremenu kreirane i varijante bez kil sviča.[59]
- Dana 13. maja 2017, objavljeno je da je Majkrosoft poduzeo poprilično neobičan korak obezbjeđivanjem sigurnosnog peča za Vindous , Vindous 8 i Vindous server 2003, budući da je kompanija odavno prestala podržavati ove verzije.[5][60]

### Reakcije
- Britanska premijerka Tereza Mej izjavila je da se ovaj sajber napad, za koji se smatralo da je za cilj imao samo bolnice u Ujedinjenom Kraljevstvu, uveliko proširio i da sada obuhvata desetke zemalja.[61]

## Pogođene organizacije
- Sud pravde u Sao Paulu (Brazil)[62]
- Vivo Telefonika (Brazil)[62]
- erlajns (Čile)[63]
- Reno (Francuska)[64]
- Aristotelov univerzitet u Solunu (Grčka)[65]
- Kju park (Holandija)[66]
- LAKS (Holandija)[67]
- Policija Andra pradeš (Indija)[68]
- Vlada Gudžarata (Indija)[69]
- Vlada Kerale (Indija)[69]
- Vlada Maharaštre (Indija)[70]
- Vlada Zapadnog Bengala (Indija)[69]
- Bolnica Darmais (Indonezija)[71]
- Bolnica Harapan Kita (Indonezija)[71]
- Univerzitet Džember (Indonezija)[72]
- Univerzitet Milano-Bikoka (Italija)[73]
- Hitači (Japan)[74]
- Telkom (Južna Afrika)[75]
- (Južna Koreja)[76]
- Autobuska stanica (Južna Koreja)
- Koledž Kambrijan (Kanada)[77]
- Lejkridž helt (Kanada)[78]
- Univerzitet u Montrealu (Kanada)[79]
- Petročajna (Kina)[23][80]
- Biroi za javnu bezbjednost (Kina)[80][81]
- Univerzitet Sun Jat Sen (Kina)[71]
- Nacionalni institut za zdravlje (Kolumbija)[82]
- Telenor Mađarska (Mađarska)[83]
- Dojče ban (Njemačka)[84]
- O2 (Njemačka)[85][86]
- Portugalski telekom (Portugalija)[87]
- Automobile Dačija (Rumunija)[88]
- Ministarstvo spoljnih poslova (Rumunija)[89]
- Megafon (Rusija)[90]
- Ministarstvo unutrašnjih poslova (Rusija)[91]
- Ruske željeznice (Rusija)[92]
- Sberbank (Rusija)[93]
- Saudijski telekom (Saudijska Arabija)[94]
- Fedeks (Sjedinjene Američke Države)[95]
- MIT (Sjedinjene Američke Države)
- Fakultetska bolnica Njitra (Slovačka)[96]
- Banko Bilbao Viskaja Argentarija (Španija)[97]
- Telefonika (Španija)[97]
- Sandvik (Švedska)[71]
- Opština Timro (Švedska)[98]
- Garena blejd end soul (Tajland)[99]
- Engleska (Ujedinjeno Kraljevstvo)[17][19][100]
-NHS Škotska (Ujedinjeno Kraljevstvo)[17][19]
- Nisan UK (Ujedinjeno Kraljevstvo)[100]

## Tehnička analiza
Iako su kod crva analizirale dvije velike kompanije za sajber sigurnost, Simantek i Kasperski lab, i pronašle sličnosti sa kodom koji je prethodno koristila Lazarus grupa — organizacija koja se bavi sajber kriminalom i povezuje sa vladom Sjeverne Koreje [prethodno je pljačkala južnokorejske banke i TV stanice (2013), izvela napad na Soni pikčers (2014) te ukrala 81 milion dolara iz bangladeške centralne banke (2016)], moguće je da je u pitanju jednostavna reupotreba koda od strane druge hakerske grupe ili namjeran pokušaj prebacivanja krivice — kao u operacijama pod lažnom zastavom.

## Napomene
1. ↑  Kada se pokrene, ransomver prvo provjerava ime domene kil sviča: www.iuqerfsodp9ifjaposdfjhgosurijfaewrwergwea.com. Ako ga ne pronađe, uspješno enkriptuje podatke na računaru,[34][35][36] a potom pokušava da eksploituje SMB propust za širenje na nasumično odabrane računare na internetu[37] i ’lateralno’ na računare na istoj mreži.[38]

## Spoljašnje veze
- na sajtu  (jezik: engleski)
- @actual_ransom, tviterbot koji prati uplate otkupnine (jezik: engleski)